# Alvan Clark

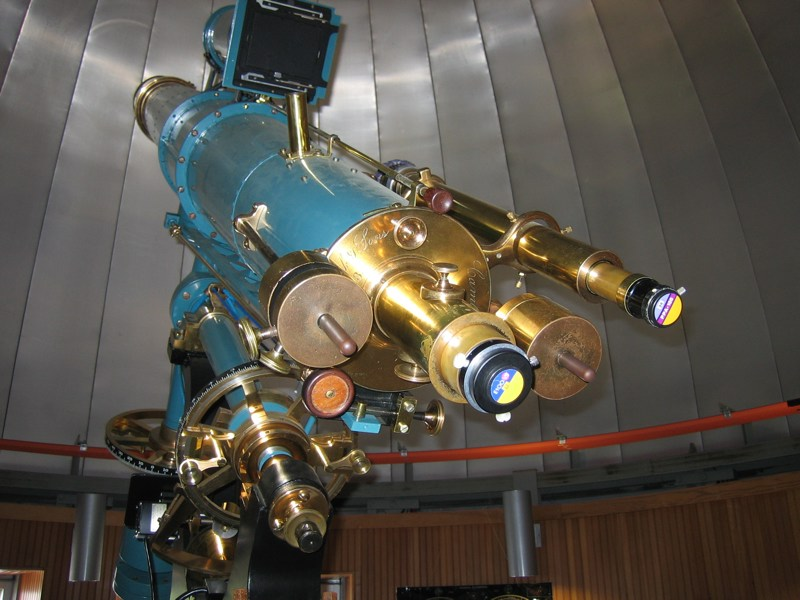
Telescopio de Clark.

Alvan Clark (1804-1887) fue un astrónomo y fabricante de telescopios estadounidense. Comenzó como retratista y grabador (c. 1830-1850), y a los 40 años se involucró en la fabricación de telescopios. 

## Semblanza
Alvan Clark fue un pintor retrastista afincado en Massachusetts, muy aficionado a la astronomía. Tras leer los trabajos de William Herschel, en los que describía sus métodos para fundir y tallar espejos astronómicos, se aficionó al tallado y pulido de lentes para telescopios.
Necesitado de inspiración y de conocimientos técnicos, contactó con William Cranch Bond, director de Observatorio de Harvard (Harvard College Observatory), para que le permitiese mirar por su telescopio: un refractor acromático de 38 cm de abertura que fue, durante 20 años (1847-1867), el mayor de los Estados Unidos. Dicho telescopio había sido fabricado en Europa por la compañía alemana "Merz y Mahler", de Múnich (Alemania), afamados ópticos constructores de otros importantes telescopios. Clark miró por el telescopio, estudió su instalación, su óptica y le encontró algunos pequeños defectos que podrían ser mejorados.
Animado por este pequeño descubrimiento cerró su taller de pintura y se dedicó a estudiar el difícil arte del tallado y pulido de lentes; después de muchos intentos, fracasos, pequeños avances y éxitos notables, pudo construir lentes de excelente calidad con un diámetro de hasta 20 cm, llegando más tarde a construir la mayor lente acromática jamás construida (102 cm), que fue instalada en el telescopio del Observatorio Yerkes.
Carente de dotes para la venta, no pudo convencer a ninguna institución norteamericana ni europea de que sus objetivos eran de excelente calidad óptica, de manera que se dedicó a realizar observaciones astronómicas de precisión con ellos. Algunas de sus observaciones de estrellas dobles llegaron (1851) a manos de Dawes, astrónomo inglés experto en estrellas dobles, quien reconoció de inmediato la ventaja de sus telescopios sobre los europeos. Dawes adquirió varias lentes y las instaló en diversos telescopios ingleses, una de ellas en el telescopio que más tarde usaría William Huggins para fotografiar espectros estelares.
En 1859, invitado por Dawes, Alvan viajó a Londres donde conoció a John Herschel y Lord Rosse entre otros, ambos interesados también en la construcción y uso de grandes telescopios para efectuar delicadas observaciones astronómicas. Durante el viaje entabló numerosas amistades y realizó importantes contactos comerciales, lo que repercutió en que recibiera varios pedidos.
A su regreso fundó en Cambridge, Massachusetts, una fábrica de objetivos para telescopios que con el tiempo sería la importante compañía óptica norteamericana Alvan Clark & Sons, que fabricaría las mayores lentes de telescopio en los siglos XIX y XX. En esta tarea le ayudó uno de sus dos hijos, Alvan Graham Clark, también fabricante de telescopios y astrónomo aficionado en sus ratos libres.
En 1860 comenzaron la fabricación de la lente del telescopio para la Universidad de Misisipi, de 47 cm de diámetro, que cuando fuese terminado se convertiría en el mayor de Estados Unidos, por delante de la de 38 cm del Observatorio de Harvard en 1862. Al probar la lente, el joven Clark descubrió junto a Sirio una estrella nunca vista antes, Sirio B, éxito que catapultó a la fama a los ópticos americanos por todo el mundo. Después de la Guerra de Secesión. la lente terminó instalada en el Observatorio Dearbon de la Universidad de Chicago, donde sería utilizada provechosamente para realizar estudios de Júpiter y de estrellas dobles.
En 1870 el astrónomo Simon Newcomb encargó a Alvan Clark and Sons la construcción de un telescopio de gran tamaño, de 66 cm de diámetro, que sería instalado en el Observatorio Naval de los Estados Unidos; con 13 metros de focal, 66 cm de abertura y una lente de 45 kilos de peso, sería durante muchos años el mayos refractor del mundo. Este telescopio le permitiría a Asaph Hall, en agosto de 1877, descubrir dos pequeños satélites alrededor de Marte: Fobos y Deimos.
Años más tarde fabricaron lentes de mayor diámetro para otros observatorios europeos (76 cm de Pulkovo, Rusia) y sobre todo estadounidenses, como el de 91 cm del Observatorio Lick (1888), inaugurado un año después de la muerte de Alvan Clark. Su mayor trabajo fue la lente de 102 cm de diámetro del Observatorio Yerkes, terminada en octubre de 1895.
Límite de los telescopios refractores
A pesar del avance cada vez mayor en la construcción de espejos para su uso en objetivos de telescopios, Alvan Clark tenía una fe ciega en las lentes, y todos los telescopios construidos por él y sus hijos fueron refractores. Pero parecía que las lentes habían llegado a su límite teórico y práctico, y una mayor abertura no daba una mayor resolución, ya que el propio peso de la masa del cristal usado en su construcción, hacía que la lente, al estar sujeta solo por los bordes, se combase lo suficiente como para introducir defectos en la imagen de muy difícil corrección.
Sin embargo, este problema no afecta a los espejos, ya que estos descansan planos sobre su base en un soporte, y esto permite llegar a mayores diámetros usando un solo bloque de cristal, pero Clark, incansable, siguió intentando conseguir bloques de vidrio lo suficientemente grandes como para superar a la lente usada en el observatorio Yerkes. 
Hay datos que indican que después de gastarse una fortuna, tenía el material y la determinación de emprender la construcción de un objetivo acromático de 150 cm de diámetro, pero murió antes de iniciarlo. Ninguno de sus hijos siguió con el proyecto, y nadie desde entonces ha construido una lente mayor que la de 102 cm.
Los espejos tomaron el relevo llegando a los 5 metros de diámetro y los 13 000 kilos de peso en Monte Palomar y aun mayores como el telescopio ruso instalado en Zelenchukskaya.

## Publicaciones
- New Double Stars, with remarks, (1857), Clark, A.; Dawes, W. R., Monthly Notices of the Royal Astronomical Society, Vol. 17, p. 257.
- New Double Stars discovered, (1859), Monthly Notices of the Royal Astronomical Society, Vol. 20, p. 55.

## Obra pictórica
Retratos pintados por Clark

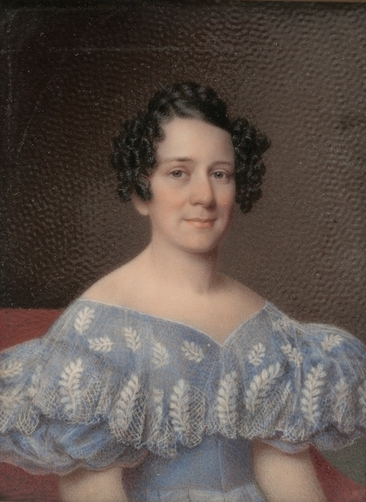
Retrato de una mujer inidentificada, hacia 1835 (Metropolitan Museum of Art)
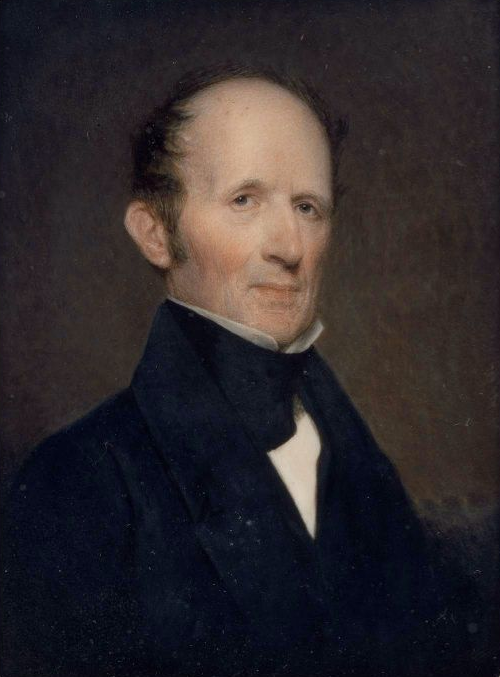
Retrato de John Pickering, hacia 1840 (Museum of Fine Arts, Boston)
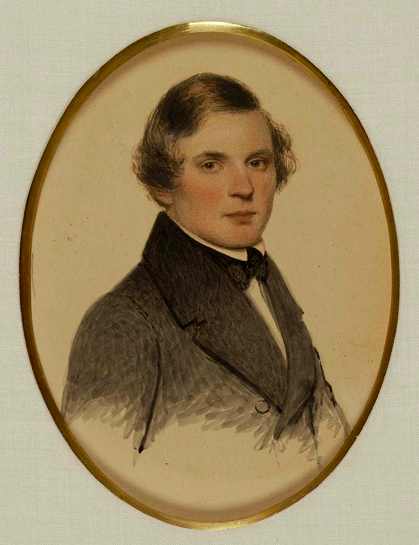
Retrato de Samuel Hall Gregory, hacia los años 1840 (Smithsonian)
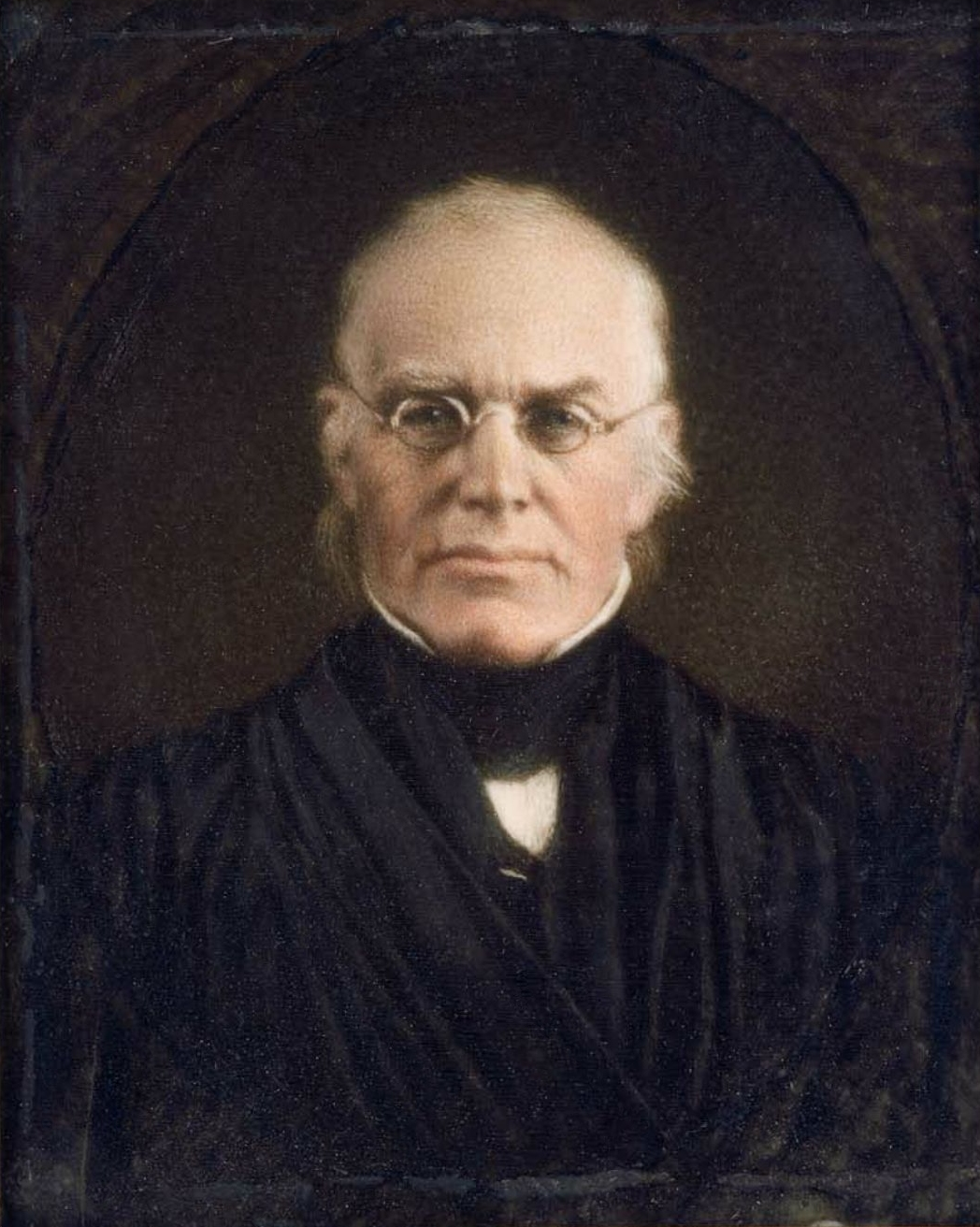
Retrato de Joseph Story, 1846 (Museum of Fine Arts, Boston)

## Reconocimientos
- Décadas después de su muerte, la Unión Astronómica Internacional aprobó en 1973 su apellido para designar el cráter lunar Clark, que desde 1970 lleva este nombre en su memoria, honor compartido con su hijo Alvan Graham Clark (1832-1897).[1]
- Así mismo, un cráter del planeta Marte es conocido como Clark.[2]